# سیارک ۳۲۲۰۷
سیارک ۳۲۲۰۷ (به انگلیسی: 32207 Mairepercy، نامگذاری:2000OQ7) سی و دو هزار و دویست و هفتمین سیارک کشف شده‌است که در ۲۸ ژوئیه ۲۰۰۰ کشف شد.